# 杜立德醫生
杜立德醫生或译为“赖医生”，是英裔美國小說家休·洛夫廷（或译休·洛夫汀）（Hugh Lofting, 1886年 - 1947年）所著的兒童文學作品系列，曾获美国纽伯瑞儿童文学奖金奖。

## 總結
故事发生在維多利亞時代的英國。約翰·杜立德（John Dolittle）是一位醫學博士。他是世界上唯一一个可以與動物說話的人。他从一只叫做波利尼西亞（Polynesia）的鸚鵡那里学会了各种动物的語言，后来在鱼食小贩的建议下转行作兽医，因为懂得动物语言，帮助了很多动物，并在世界上的动物中拥有了很大的声誉。
后来应非洲动物的邀请，历尽艰险前往非洲，治療一种已在猴子之間傳播傳染病，并最终治愈了在动物中传播的瘟疫。然後，杜立德醫生带着非洲动物赠送的双头动物返回英國，通过在英国各地展览，获取了不少钱财，还清了此前因为帮助动物所欠下的大量欠款。
他后来成为了一个自然学家（博物学家），利用自己能和动物说话交流的能力，来更好的理解和发现自然和它的历史。后来，他又多次远航各地，还去月球旅行过。

## 系列作品
1. 杜立德醫生的故事[2]（The Story of Doctor Dolittle）1920年
2. 杜立德醫生航海記（The Voyages of Doctor Dolittle）1922年 - 紐伯瑞兒童文學獎獲獎
3. 杜立德醫生的郵局（Doctor Dolittle's Post Office）1923年
4. 杜立德醫生的馬戲團（Doctor Dolittle's Circus）1924年
5. 杜立德醫生的動物園（Doctor Dolittle's Zoo）1925年
6. 杜立德醫生的大篷車（Doctor Dolittle's Caravan）1926年
7. 杜立德醫生的花園（Doctor Dolittle's Garden）1927年
8. 杜立德醫生在月球（Doctor Dolittle in the Moon）1928年
9. 杜立德醫生的歸來（Doctor Dolittle's Return）1933年
10. 杜立德醫生和秘密湖（Doctor Dolittle and the Secret Lake）1948年
11. 杜立德醫生和綠色的金絲雀（Doctor Dolittle and the Green Canary）1950年
12. 杜立德醫生的打滾沼澤冒險記（Doctor Dolittle's Puddleby Adventures）1953年

## 電影
- 《杜立德醫生》 - 1967年的美國電影。
- 《怪醫杜立德》 - 1998年的美國電影，艾迪·墨菲主演。
- 《杜立德醫生》 - 2020年電影，由小勞勃·道尼飾演約翰·杜立德醫生。

## 相关链接
- 休·洛夫廷 From 翼翔的wiki